# Franz Xaver Süszmayr
Franz Xaver Süszmayr (ook wel Süssmayer of Süßmayr of, in het Italiaans, Francesco Saverio Dolcevillico) (Schwanenstadt, Noord-Oostenrijk, 1766 - Wenen, 16 september 1803) was een Oostenrijks componist en dirigent.

## Opleiding
Süszmayr kreeg de eerste muzieklessen van zijn vader, die muziekleraar en koordirigent was in Schwanenstadt. In 1779 werd hij leerling aan de kloosterschool van Kremsmünster en vervolgde de studie met een filosofieopleiding aan de Ritterakademie aldaar. Als student deed hij mee aan diensten in de kathedraal en als zanger, violist en organist. Ook werkte hij mee aan verschillende opera-uitvoeringen in het hofklooster. Rond 1785 verhuisde hij naar Wenen, waar hij als muziekleraar ging werken en optrad in de hofkapel. Daar begon hij in 1790 of 1791 ook zijn studies bij Mozart en werkte ook voor hem als kopiist. Na Mozarts overlijden vervolgde hij zijn studies bij Salieri. 

## Werkzaamheden
Süszmayr werkte als dirigent en kapelmeester aan diverse Weense operahuizen en aan het hof. Ook schreef hij zelf diverse opera's en cantates.
Hij werd bekend door zijn voltooiing van het Requiem (KV 626) van Mozart. Dit was op verzoek van Constanze Mozart. Minder bekend is dat hij daarvoor Mozart ook assisteerde bij de opera La clemenza di Tito (KV 621) waar hij hielp bij het schrijven van de secco-recitatieven en bij het instrumenteren van enige aria's.
De eerste werken van Süszmayr waren geschreven en werden uitgevoerd in het Theater auf der Wieden van Mozarts librettist Schikaneder. Bekend geworden werken zijn Der Spiegel von Arkadien uit 1794, Der Marktschreyer uit 1799 en Solimann der Zweite uit 1799 (waaruit Ludwig van Beethoven weer citeerde in de Piano variaties (WoO 76 uit 1799, gebaseerd op het terzet Tändeln und Scherzen). Ook schreef hij balletten, die later weer deels werden geciteerd. Naast het completeren van Mozarts Requiem voltooide hij in 1792 ook diens Hoornconcert in D uit 1791.
- Bibsys: 90149302
- Biblioteca Nacional de España: XX1459798
- Bibliothèque nationale de France: cb13900192w (data)
- CiNii: DA05070331
- Gemeinsame Normdatei: 11861990X
- International Standard Name Identifier: 0000 0001 0867 506X
- Library of Congress Control Number: n80005168
- Nationale Bibliotheek van Letland: 000281807
- MusicBrainz: d3602c4f-bd37-49cd-b16d-a295e2a6659f
- Nationale Bibliotheek van Tsjechië: jn20010525313
- Nationale bibliotheek van Australië: 35672881
- Nationale Bibliotheek van Israël: 987007311185005171
- Nationale Bibliotheek van Polen: a0000002957448
- Nederlandse Thesaurus van Auteursnamen: 074592637
- LIBRIS: 208501
- SNAC: w61v68dq
- Système universitaire de documentation: 052524531
- Trove: 1036519
- Virtual International Authority File: 7575575
- WorldCat: E39PBJmdw8wFkvyWbTh9Rq3JDq